# Bóly megállóhely
Bóly megállóhely egy Baranya vármegyei vasúti megállóhely, Bóly városában, a MÁV üzemeltetésében. A megállóhely jegypénztár nélküli, nincs jegykiadás.
A településtől mintegy 3,5 kilométerre délre található, közúti elérését az 5704-es útból kiágazó 57 301-es számú mellékút teszi lehetővé.

## Vasútvonalak
Az állomást az alábbi vasútvonalak érintik:
- Pécs–Mohács-vasútvonal

2021. szeptember 13-tól ezen a megállóhelyen a személyvonatok csak abban az esetben állnak meg, ha van felszálló utas vagy ha a leszállási szándékot időben jelezték.

## Kapcsolódó állomások
A vasútállomáshoz az alábbi állomások vannak a legközelebb:
- Márok megállóhely (Pécs–Mohács-vasútvonal)
- Nagynyárád megállóhely (Pécs–Mohács-vasútvonal)

## Forgalom
| Járat        | Útvonal | Gyakoriság |
| ------------ | --- | ---------- |
| személyvonat | Pécs – Pécs-Külváros – Pécsbánya-Rendező – Pécsudvard – Szőkéd – Áta – Kistótfalu – Vokány – Palkonya – Villánykövesd – Villány – Márok – Bóly – Nagynyárád – Középmező – Mohács | Napi 2 pár |
| személyvonat | Mohács – Középmező – Nagynyárád – Bóly – Márok – Villány | Napi 5 pár |